# کوه لیندمن
کوه لیندمن (به انگلیسی: Mount Lindeman) یک منطقهٔ مسکونی در کانادا است که در بریتیش کلمبیا واقع شده‌است. کوه لیندمن ۲٬۳۱۲ متر بالاتر از سطح دریا واقع شده‌است.